# Santa Catarina da Serra
Santa Catarina da Serra is een plaats (freguesia) in de Portugese gemeente Leiria en telt 3962 inwoners (2001).